# ローマ化

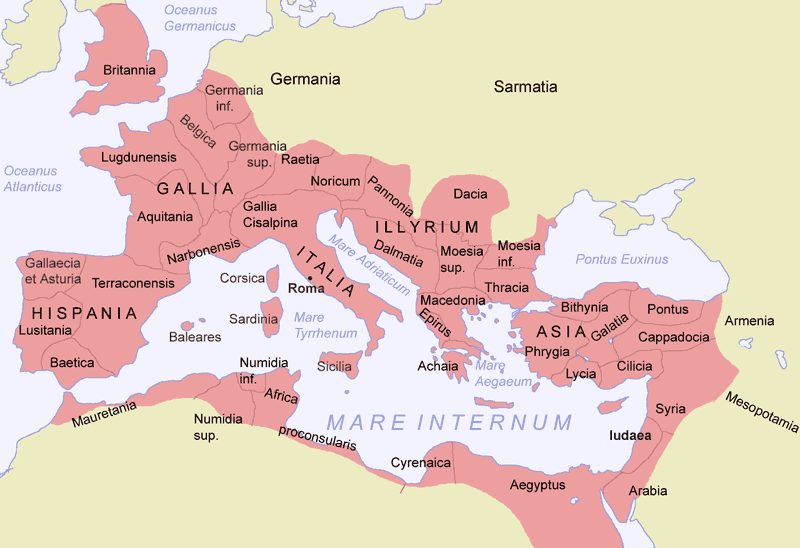
ローマの最大領域。しかし領土内でも後進的な西方と先進的な東方とではローマ化の度合いも異なった。

ローマ化（Romanization）とは、地中海世界やガリア・ブリタニア・ゲルマニアの一部を征服した古代ローマ人が、領内の蛮族（非ローマ人・非ギリシャ人）に自文化を浸透させて同化を図った事を指す。「ローマ人の民族文化」が実質的にラテン人の文化と同義である事から、ラテン化（Latinization）とも呼ばれる。
現代の定義ではこうした同化政策は一種の民族浄化に相当する行為であり、ガリア人の末裔を自任するフランス人の民族主義者からはガリア固有の文化を滅ぼしたと批判される一方、同じ征服された民族でもダキア人がローマ化によってラテンの末裔を自任するに至ったルーマニア人の民族主義者からは、自らの文化の出発点とする評価もあり、その評価は現在に至るまで錯綜している。

## 概要
元々はラテン人（インドヨーロッパ語族に属し、ラテン語を用いる民族）の一派であったローマ人はラテン戦争での勝利で全ラテン人を統合し、ローマとラテンは同一化した。中部イタリアを制したローマは戦いを続け、最終的に南部イタリア、北アフリカとイベリア、地中海沿岸部、ガリア、ブリタニア、ゲルマニアの一部に至るまで広大な領域を支配する世界帝国に発展する。だが（故地であるイタリアを除けば）他の地域は全く系統の異なるケルト系やイベリア系、ゲルマニア系、そしてヘレニズム系の諸民族が定住していた。ローマは円滑に統治を行う為、彼らを自らと同じローマ人として同化する必要があると考えるようになった。
同化は極めて緩やかに、しかし確実に推し進められていった。

## 同化政策
ローマ化はまず異なる系統の住民が住む地域に、ローマ軍が攻め込む所から始まる。敵の軍勢を完膚なきまでに打ち破った後、ローマはその地の住民に様々な方法で同化を迫り始める。以下、ローマが占領後に行うとされる「同化政策」を列挙する。
- 生き残った占領住民の多くを奴隷として国内外に売却
- 戦争でローマ側に寝返った勢力に恩賞や地位の保証を与え、統治機構に組み込む
- 軍の前線基地を建設し、多数の軍人を駐屯・入植させる
- 退役した軍人に占領地を私有地として与え、入植させる
  - 彼らには地元の女性と結婚（混血）する事を奨励した
- インフラを整備し、以前よりも生活水準を向上させる
- 地元住民を本国軍の補助部隊（アウクシリア）として雇用する
  - 軍隊生活を通じてラテン語などのローマ文化を教え込み、教化する意味合いがあった
  - 人生の多くを補助軍に捧げたものは退役と共に正規の国籍（ローマ市民権）を与えられる
- 占領住民向けの「植民地学校」を建設し、幼い住民をローマ民族として育てる
- 土着宗教とローマ神話を合同させる事で宗教的な価値観を一致させる

しかし同じ異民族でも、ローマに負けぬ高度な文明や長い歴史を持つ東方の旧ヘレニズム系の地域に関しては同化を行わず、在来の文化を尊重した。ローマの同化はあくまで西方の蛮族の土地に限られ、ラテン語の普及も帝国の西半分に留まり、東半分ではヘレニズム時代同様にギリシャ語が公用語とされていた。この「ギリシャ系」の非同化は東ローマのギリシャ化に繋がる。対照的にイタリア、フランス、スペイン、ルーマニア、ダルマチアなどではローマ化が深い段階まで浸透した。

## 後世への影響
- ロマンス諸語の成立
- ローマ法の普及
- ローマ建築
- ラテン語由来の名称の増加